# Kurt Ahrens Jr.
Kurt Ahrens Jr. (Braunschweig (Duitsland), 19 april 1940) is een voormalig Formule 1-coureur. Hij reed 4 races in deze klasse; de Duitse Grand Prix’ tussen 1966 en 1969.

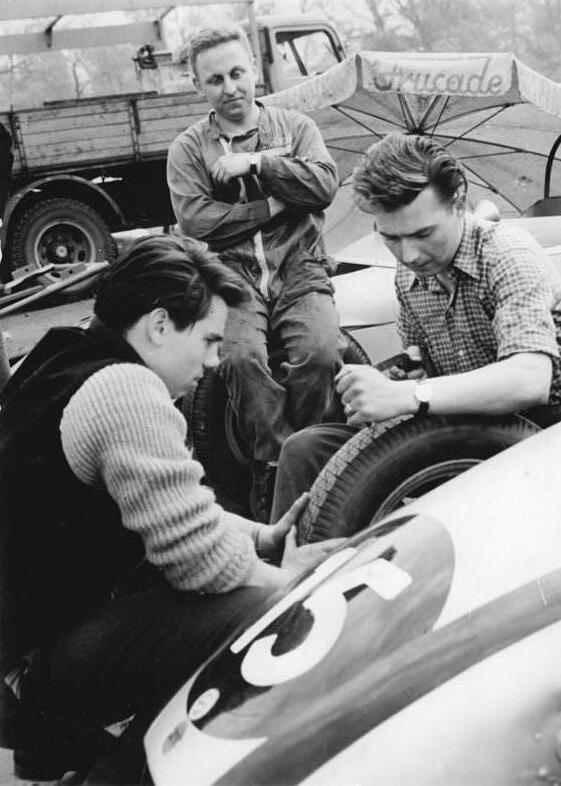
Ahrens (midden) bij auto in 1961.
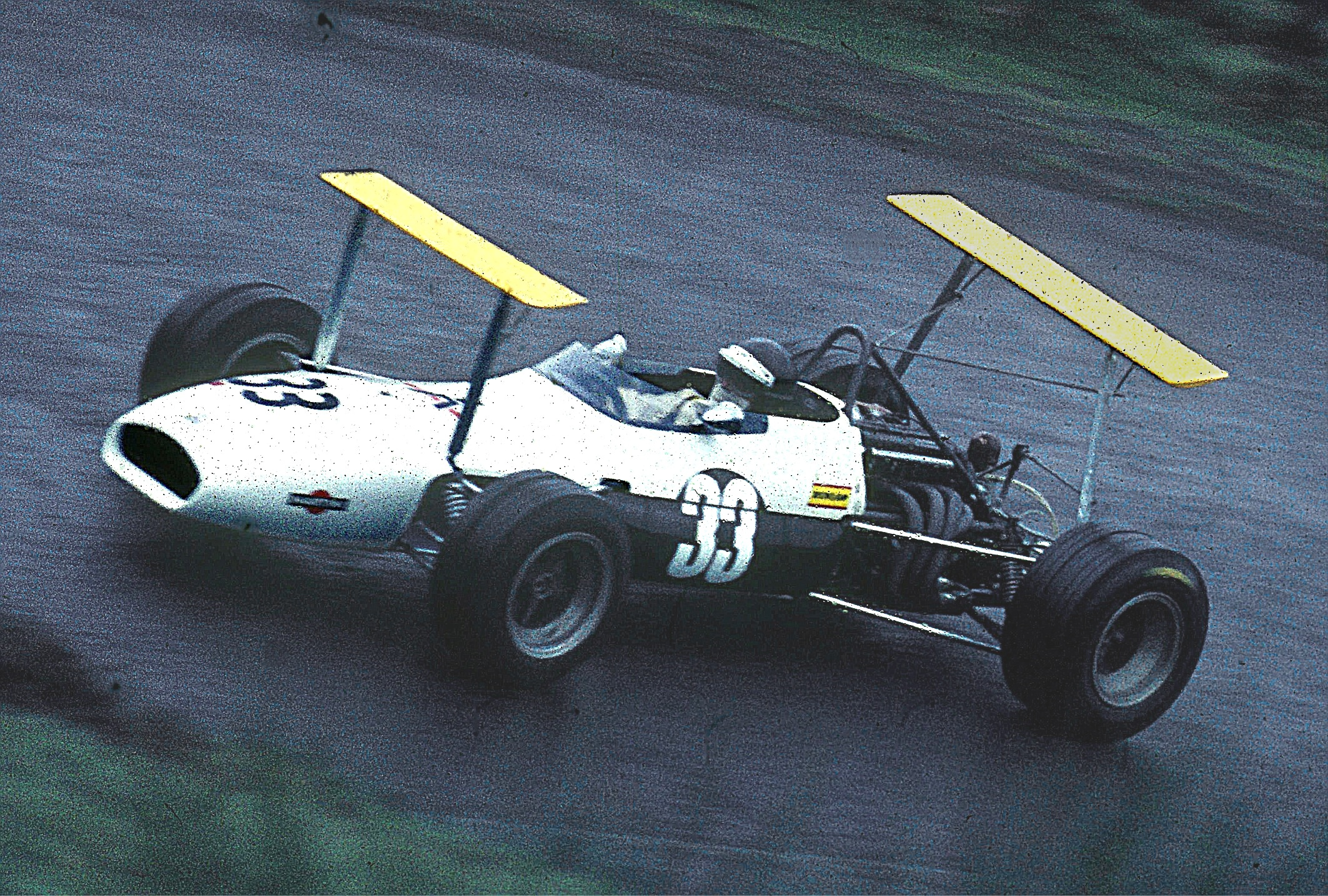
Ahrens rijdend in 1969.